# Артемида

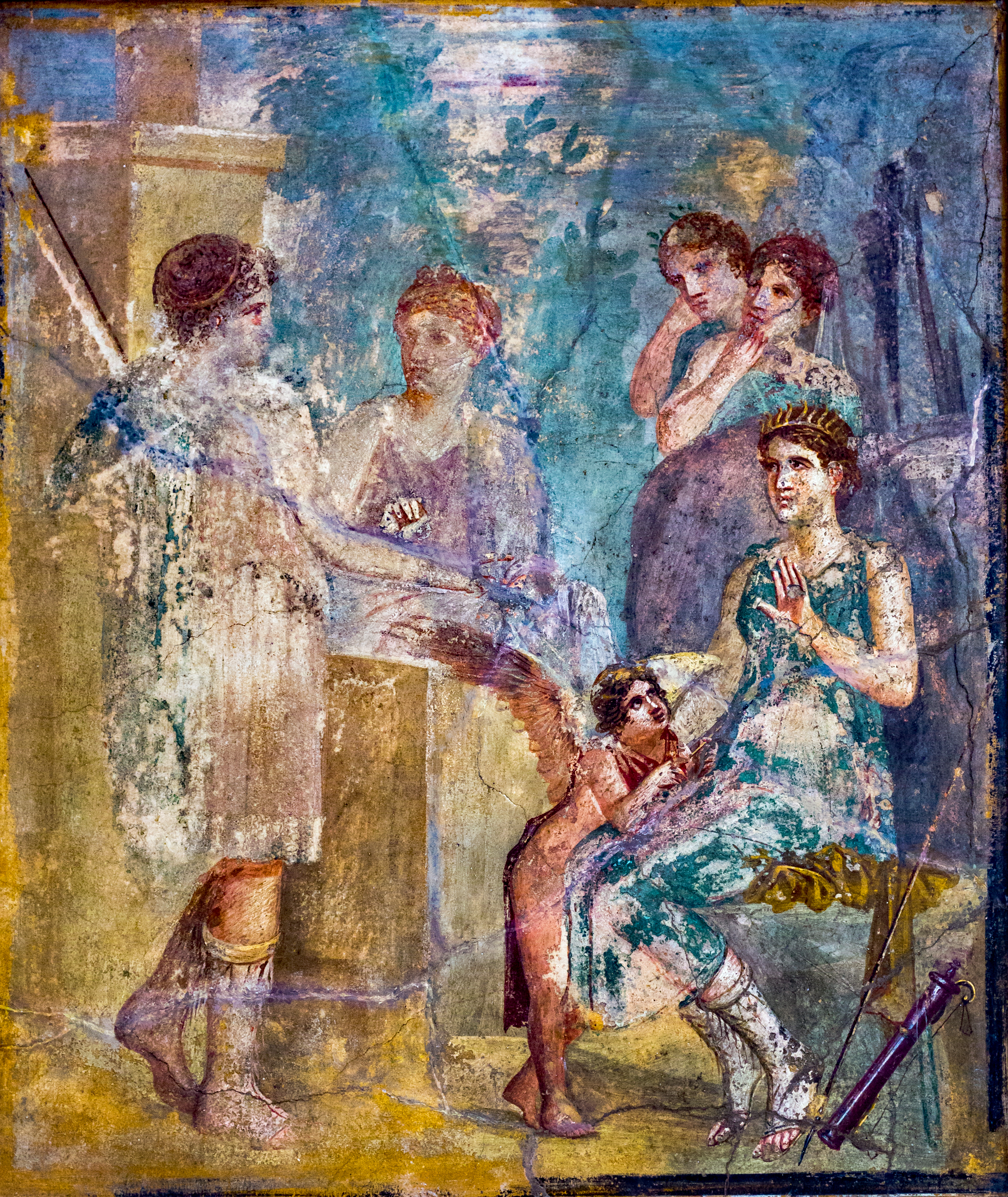
Артемида (сидящая в лучезарной короне), прекрасная нимфа Каллисто (слева), Эрос и другие нимфы. Античная фреска из Помпей

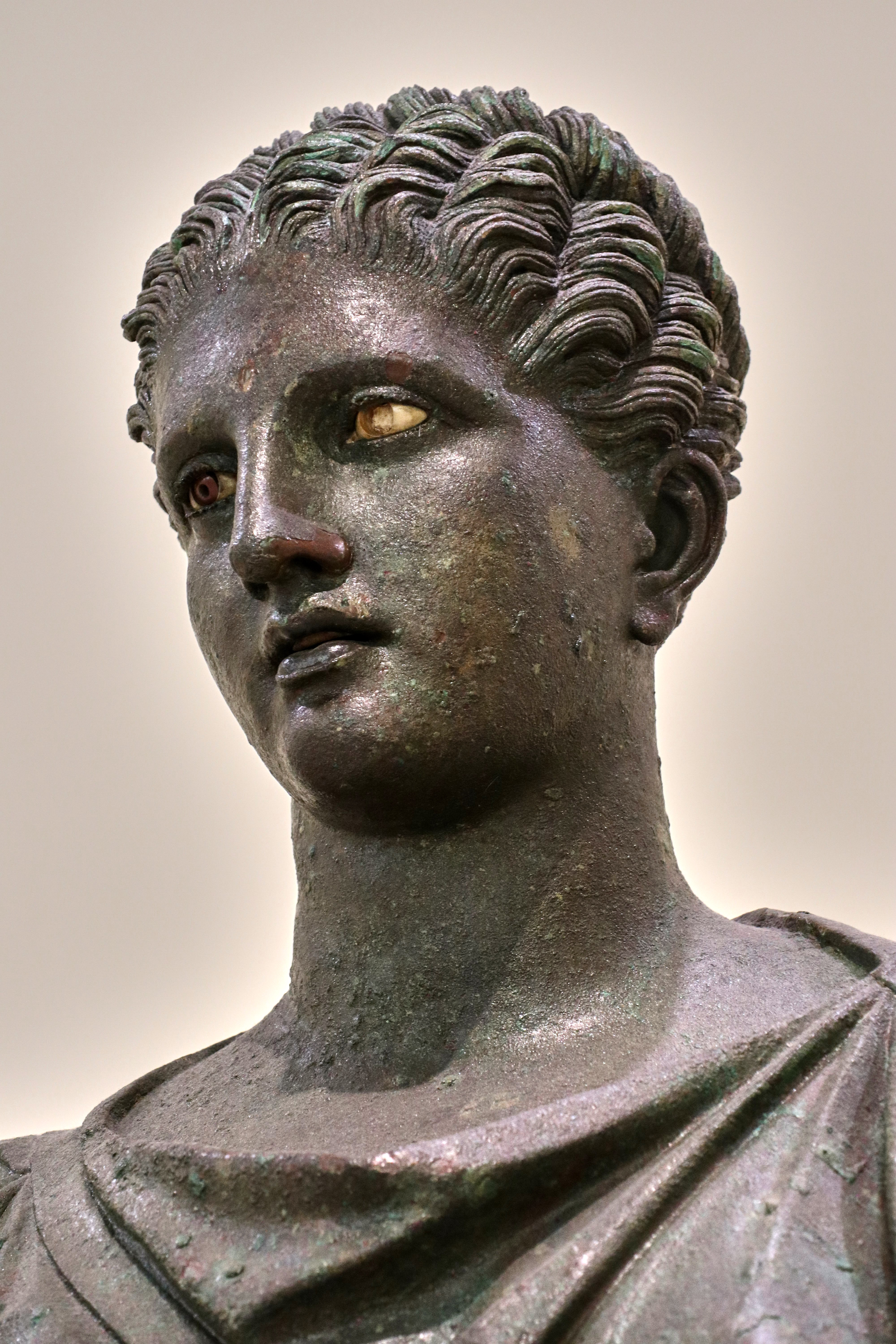
Бронзовая статуя Артемиды, IV век до н. э.

Артеми́да (др.-греч. Ἄρτεμις) — в древнегреческой мифологии вечно юная богиня охоты, женского целомудрия, покровительница всего живого на Земле, дающая счастье в браке и помощь при родах, позднее богиня Луны (её брат Аполлон был олицетворением Солнца). 
Древние греки приравнивая к Артемиде богиню древних обитателей Таврического полуострова — Тавров Орсилоху, называли ту и другую безразлично Таврополой. У Гомера Артемида — образ девичьей стройности, покровительница охоты. У римлян отождествлялась с Дианой. Культовыми животными Артемиды стали лань и медведица.

## Мифология и культура
Этимология имени Артемида (др.-греч. Ἄρτεμις) неясна. Микенск. a-ti-mi-te.
Дочь Зевса и богини Лето, сестра-близнец Аполлона (Hes. Theog. 918), внучка титанов Кея и Фебы. Родилась на горе Кинф на острове Делос.
Её прислужницами были 60 океанид и 20 амнисийских нимф. Получила в подарок от Пана 12 псов. Согласно Каллимаху, охотясь на зайцев, радуется виду их крови.
Классическая Артемида — вечная дева; сопровождающие её нимфы также дают обет безбрачия, те же, кто не соблюдает его — строго караются (как, например, Каллисто). Перед свадьбой богине Артемиде приносились искупительные жертвы. Во многих мифах она представляется мстительной и жестокой: убивает Актеона, детей Ниобы, приказывает Агамемнону принести ей в жертву его дочь Ифигению. Губительные функции Артемиды связаны с её архаическим прошлым — владычицы зверей на Крите. В древнейшей своей ипостаси не только охотница, но и медведица.
Такая Артемида, которой приносятся человеческие жертвы, во многом близка древним богиням-матерям, подобным Кибеле и Иштар. Отсюда, возможно, и происходят оргиастические элементы культа, прославляющего плодородие богини. С ней нередко отождествлялись Илифия, пособница рожениц, Геката — богиня мрака и покровительница чародеев, Селена — олицетворение Луны. В художественных изображениях Селена отличается от Артемиды только более полным лицом, костюмом, и дугообразным покрывалом на голове. Артемида (в своей древней ипостаси), как и многие подобные ей богини, защищает женщин и детей, облегчает страдания умирающих, она ассоциируется одновременно и с рождением, и со смертью.
Любопытны и не совсем понятны связи Артемиды с медведями. В Брауроне, у восточного побережья Аттики, находился раскопанный сейчас храм Артемиды Брауронии. С одной стороны, в этот храм посвящались одежды умерших при родах женщин: это связано с функцией Артемиды как родовспомогательницы и не заключает в себе каких-либо неожиданностей. Но с этим же храмом был связан странный обычай: афинские девочки в возрасте от пяти до десяти лет поселялись на некоторое время в этом храме, назывались ἄρκτοι, «медведицами», и во время справлявшегося раз в четыре года праздника Брауроний осуществляли, одетые в выкрашенные шафраном одежды, какие-то церемонии в честь Артемиды. С этим обычаем сопоставляют аркадский миф о спутнице Артемиды Каллисто, превращенной ею в медведицу, и видят здесь следы древнего териоморфного — то есть «звериного» облика самой Артемиды.
Согласно Котте, Артемид было три: дочь Зевса и Персефоны, родила крылатого Эрота от Гермеса; дочь Зевса третьего и Лето; дочь Уписа и Главки, которую называют Упис.
По египетскому преданию, которое сообщил эллинам Эсхил, Артемида — дочь Деметры. Когда боги бежали в Египет, она превратилась в кошку.
Культ Артемиды был распространён повсеместно, но особенно славился её храм в Эфесе в Малой Азии, где находилась прославленная многогрудая статуя богини-покровительницы деторождения. Первый храм Артемиды сжёг в 356 до н. э., желая «прославиться», Герострат. Построенный на его месте второй храм был одним из семи чудес света античности. Артемида Эфесская являлась покровительницей амазонок.

## Синонимы

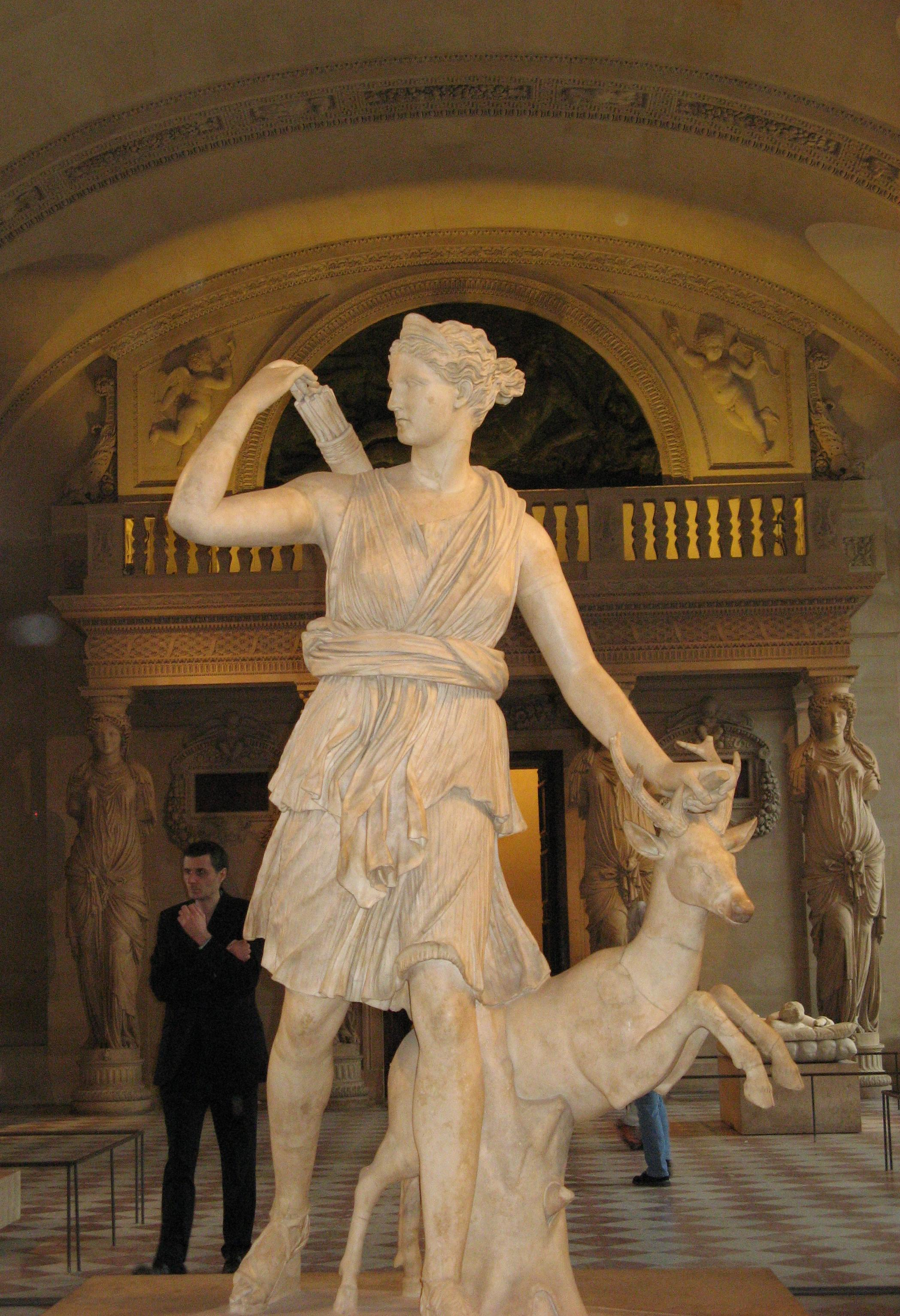
Диана Версальская. Римская копия греческой скульптуры. Леохар

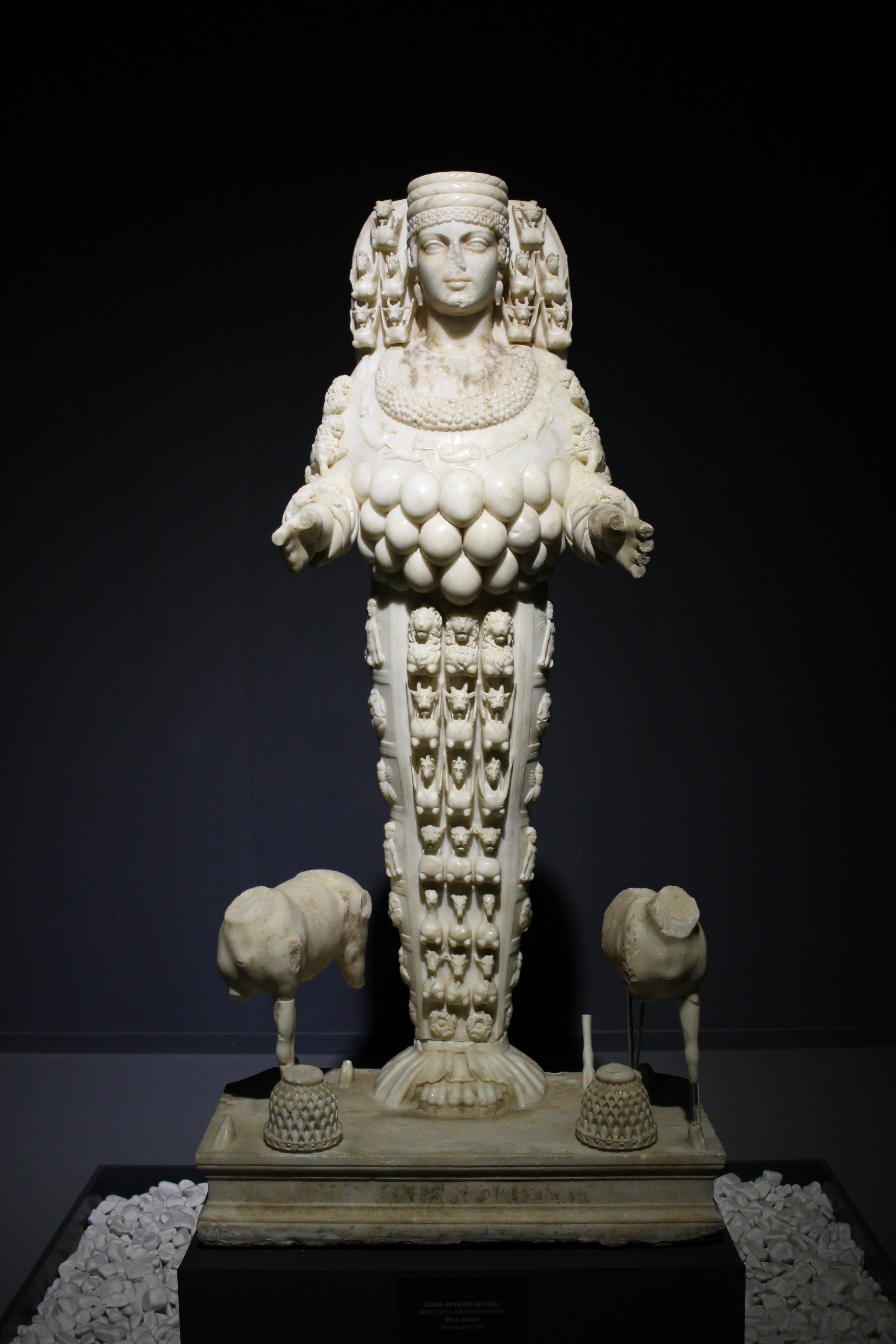
Артемида Эфесская

- Агротера («Охотница», «Ловчая»). Её храм в Аттике[17]. Либо некая богиня[18].
- Алфея.
- Апанхомена («Удавленница»). Синоним в Кафии (Аркадия), с которым связана легенда[19]. Согласно Каллимаху, аркадцы молятся Артемиде Удавившейся[20].
- Арикийская.
- Ариста[21].
- Астратея.
- Браврония. По названию аттического дема Браврон[22]. Праздники связаны с переодеванием в медведиц[23].
- Бромия[24].
- Гегемона («Воительница»)[25]. В Тегее с ним связана легенда[26].
- Геката[27].
- Гекаэрга[28].
- Гиакинфотрофос — синоним в Книде[29].
- Дафния[30].
- Делия[31]. От Делоса, где родились она и Аполлон (его аналогично называли Делием). Имя возлюбленной Тибулла.
- Евклея.
- Евринома —  у фигалейцев[32].
- Ифигения («Сильнорожденная, Могущественная»)[33]
- Каллиста[21]. Первым его использовал поэт Памф, заимствовав у аркадян. Храм Артемиды Каллисты стоял рядом с могилой Каллисто[34].
- Кариатида (др.-греч. Καρυᾶτις, лат. Caryatis). Кариаты — жрецы Артемиды[35]. Кастор и Полидевк обучили спартанцев в местечке Карии[англ.] особому виду пляски[36].
- Кинфия — От горы Кинф на Делосе[37]. Имя возлюбленной Проперция.
- Колоенская — Святилище у озера Колоя в Лидии[38].
- Кордака —  в Элиде[39].
- Лафрия (Λαφρία).  У калидонян и мессенцев по имени героя Лафрия, установившего культ Артемиды в Калидоне (см. Мифы Фокиды)[40], также в Патрах[41].
- Левкофрина («Белобровая») —  у магнетов[42].
- Лигодесма («Обвязанная ивами») — Артемиды Орфии в Спарте[43].
- Лохия («Родовспомогательница»)[44].
- Мелисса (Μέλισσα, «пчела»). В
- Мунихия[45]. В её честь праздновались Мунихии. Её святилище в городке Пигелы в Ионии, основанном Агамемноном[46]. Ксоан Артемиды Мунихии в Сикионе соорудили Скиллид и Дипен[47].
- Орфия (Ортия)[48], её алтарь в Спарте.
- Орфосия (Ортосия)[49] — так называют амазонку Антиопу[50].
- Пайдотрофа («Детокормилица») — храм в Короне (Мессения)[51].
- Подагра — по Сосибию, в Лаконике есть жертвенник Артемиды Подагры[20].
- Селасфора («Светоносная»)[52].
- Тавриона[53]
- Тавропола[54] — изображение Артемиды Таврической в Бравроне[22]. Обряды Артемиды Таврополы были и в Каппадокии[55]. Синоним Гекаты[56]. Согласно Питоклу, фокейцы устраивают ей человеческие всесожжения[57].
- Улия.
- Феба[58][59].
- Ферея[60] — связан с Ферами, статуя в Аргосе[61].
- Хесийская —  на Самосе[62].
- Хитона[63].
- Элефтерия («Свободная»).
- Эфопия — святилище в Митилене[64]. В «Эфиопиде» (синопсис) упомянуто, что на Лесбосе Ахилл приносит жертвы Аполлону, Артемиде и Лето.

## Спутницы
Софья, далёкая звезда
- Гиала[65].
- Нефела[65].
- Опис — нимфа[66].
- Ортигия — кормилица Артемиды и Аполлона[67]. Её именем назван парк у храма Артемиды в Эфесе, там стояла её статуя с детьми в руках[46].
- Псека[68].
- Ранида[65].
- Фиала[68].

Другие спутницы Артемиды:
- Амнисиады
- Антиклея
- Бритомартида
- Дафна
- Еврибия (амазонка)
- Крокала
- Полифонта
- Прокрида
- Сиринга
- Тайгета
- Феба (амазонка)
- Филоноя (дочь Тиндарея).

## Жертвы Артемиды
Приносит естественную смерть женщинам (как Аполлон мужчинам), но может быть и кровожадной, часто пользуясь стрелами как орудием наказания. Среди её жертв также Мелеагр и Орест.
Жертвы гнева Артемиды:
- Агамемнон. Богиня потребовала принести в жертву Ифигению (по поздней версии мифа — пощажена богиней).
- Адонис. Наслала на него кабана.
- Актеон. Превращен в оленя.
- Алоады. Артемида превратилась в лань, и они убили друг друга.
- Алфей. Влюбился в Артемиду.
- Амфион и его дочери. Убиты стрелами.
- Ариадна.
- Аталанта и Гиппомен. Превращены во львов.
- Бротей. Бросился в огонь.
- Буфаг из Аркадии. Поражен стрелой.
- Гиппа (дочь Хирона), она же Меланиппа. Превращена в кобылицу.
- Гратион (гигант). Убит.
- Дриант из Танагры.
- Каллисто. По версии, поражена стрелой.
- Кенхрей. Случайно убит ею.
- Коронида (дочь Флегия). Убита.
- Лаодамия (дочь Беллерофонта).
- Лимон (сын Тегеата). Поражен стрелой.
- Меланипп и Комефо. Принесены в жертву Артемиде.
- Мера (дочь Прета). Убита.
- Ойней. Она послала калидонского вепря.
- Орион. Убит Артемидой (версия).
- Титий. Убит.
- Фалек. Тиран, его убила львица, посланная Артемидой.
- Филонида (она же Хиона). Убита стрелой.
- Фоант из Посидонии. На него упала голова кабана.
- Эфимия. Убита.

## Почитание
В шестой день третьего (Боедромиона) месяца греки проводили жертвоприношение Артемиде Агротере.

## Память

### В литературе и искусстве
- Ей посвящены IX и XXVII гимны Гомера, III гимн Каллимаха, XXXVI орфический гимн. Действующее лицо трагедий Еврипида «Ипполит», «Ифигения в Авлиде», «Ифигения в Тавриде».
- Изображалась с золотым луком и колчаном за плечами, с копьём в руках, иногда с полумесяцем на голове (символ богини Луны), часто в сопровождении лани и нимф[70][71]. Традиционно богиню, символизировавшую целомудрие, «одевали» в короткий хитон. Позднее, в XVI—XIX веках, стали появляться изображения нагой богини, что в то время приводило к настоящим скандалам (например, Диана-охотница, созданная в 1790 Гудоном).

### В астрономии
- В честь Артемиды названы: астероид (105) Артемида, открытый в 1868 году; астероид (395) Делия, открытый в 1894 году; венец Артемида на Венере.
- В честь Артемиды также была названа новая Американская лунная программа.